# Астроінерціальна навігація
Астроінерціальна навігація — комплекс методів визначення навігаційних параметрів об'єкта, заснований на комплексуванні астрономічної і інерціальної навігації. Астроінерціальние навігаційні системи зазвичай являють собою модифікацію інерціальної навігаційної системи. До складу системи входить додатковий пристрій збору і попередньої обробки астрономічної інформації, зване зазвичай «астрокорректор». Астроінерціальні навігаційні системи використовуються на бортах літаків стратегічної авіації, на космічних літальних апаратах, а також на великих ракетах.